# Led Zeppelin Boxed Set 2
Boxed Set 2 е двоен албум на британската рок група Led Zeppelin, издаден от Atlantic Records на 21 септември 1993 г. Тази компилация включва останалата част от творчеството на Led Zeppelin, която не е включена в първия бокс сет, както и наиздаваното преди парче „Baby Come on Home“. Албумът дебютира на #87 в поп класацията на Billboard.

### Диск едно
1. „Good Times Bad Times“
2. „We're Gonna Groove“
3. „Night Flight“
4. „That's the Way“
5. „Baby Come on Home“ (Неиздавана преди)
6. „The Lemon Song“
7. „You Shook Me“
8. „Boogie with Stu“
9. „Bron-Yr-Aur“
10. „Down by the Seaside“
11. „Out on the Tiles“
12. „Black Mountain Side“
13. „Moby Dick“
14. „Sick Again“
15. „Hot Dog“
16. „Carouselambra“

### Диск две
1. „South Bound Saurez“
2. „Walter's Walk“
3. „Darlene“
4. „Black Country Woman“
5. „How Many More Times“
6. „The Rover“
7. „Four Sticks“
8. „Hats Off to (Roy) Harper“
9. „I Can't Quit You Baby“
10. „Hots on for Nowhere“
11. „Living Loving Maid (She's Just a Woman)“
12. „Royal Orleans“
13. „Bonzo's Montreux“
14. „The Crunge“
15. „Bring It on Home“
16. „Tea for One“

## Състав
- Робърт Плант – вокал, хармоника
- Джими Пейдж – китара
- Джон Пол Джоунс – бас, клавишни, мандолина
- Джон Бонъм – барабани, перкусия